# Nepačkolike
Nepačkolike (lat. Salviniales), biljni red sa sedamdesetak vrsta razvrstanih u dvije porodice. Red i porodica nepačkovke (Salviniaceae) dobile su ime po rodu nepačka (Salvinia), listopadnim vodenim trajnicama kojih ima 12 vrsta, a od kojih je u Hrvatskoj poznata plivajuća nepačka (Salvinia natans).
Druga porodica je raznorotkovke (Marsileaceae) sa 60 vrsta u tri roda. Poznata vrsta ove porodice je Četverolisna raznorotka (M. quadrifolia),s jestivim mladim listovima i izdancima.

## Opis
Salviniales su biljni red koji sadrži porodice sićušnih paprati koje plutaju na vodi: Salviniaceae s rodovima Salvinia (nepačka ili lebdeća mahovina) ima oko 10 vrsta, a Azolla (“paprat komarca”) šest vrsta. Korijeni su prisutni u Azolli, ali nedostaju u Salviniji. Dvije se porodice dodatno razlikuju po svojoj strukturi lišća, Azolla ima dva reda dvousnih listova, a Salvinia ima čvor ili verticil od tri lista, od kojih su dva okrugla i izlaze dok je treći potopljen i fino podijeljen kako bi funkcionirao kao korijen. Azolla i modro-zelena alga Anabaena azollae održavaju simbiotski odnos: alga osigurava dušik paprati, a paprat osigurava stanište za algu. Ovo svojstvo fiksacije dušika učinilo je Azollu ekonomski izuzetno važnom u uzgoju riže, posebno u Aziji. Vrste iz reda vrlo su rasprostranjene, osobito u toplijim krajevima, a zbog svoje nježne ljepote koriste se za ukrašavanje akvarija i vrtnih bazena. Međutim, neke vrste Salvinia, posebice S. molesta, pobjegle su iz uzgoja u jezera i druge vodene tokove, gdje su vrlo agresivni i štetni korovi.